# 瓦莱尔莫萨
瓦莱尔莫萨（義大利語：Vallermosa），是意大利撒丁大区南撒丁省的一个市镇。总面积61.81平方公里，人口1989人，人口密度32.2人/平方公里（2009年）。ISTAT代码为092091。